# Política de Nova Zelanda
La política de Nova Zelanda té lloc en un sistema de democràcia representativa parlamentària monàrquica. El sistema bàsic és similar al del sistema de Westminster, tot i que hi ha un nombre de modificacions fetes. El cap d'estat és el monarca dels Reialmes de la Commonwealth, actualment el rei Carles III del Regne Unit, qui és representat pel Governador General, i el cap de govern és el Primer Ministre qui s'encarrega de dirigir el gabinet del parlament electe.

## Constitució
Nova Zelanda no té cap constitució codificada formal; el marc constitucional consisteix d'una varietat de documents (incloent certes lleis dels parlaments de Nova Zelanda i el Regne Unit), el Tractat de Waitangi i convencions constitucionals. L'Acta Constitucional de 1852 va establir el sistema de govern el qual seria modificat amb l'Acta Constitucional de 1986. Els drets constitucionals són protegits i enforçats per l'Acta de Declaració de Drets de 1990 i l'Acta de Drets Humans de 1993, tot i que aquests no són formals i poden ser bolcats pel parlament amb una majoria simple. L'Acta Constitucional descriu les tres branques del govern neozelandès: l'executiu (el sobirà i el gabinet), la legislatura (parlament) i el judicial (corts).

## Executiu

### Cap d'estat
El rei Carles III del Regne Unit és l'actual monarca de Nova Zelanda i el cap d'estat del reialme de Nova Zelanda. La monarquia neozelandesa ha estat diferent a la monarquia britànica des de l'Acta d'Adopció de l'Estatut de Westminster de 1947, i quan es troba a Nova Zelanda és conegut oficialment com el Rei de Nova Zelanda i no el Rei del Regne Unit. El consentiment reial la signatura del monarca són requerits per a promulgar lleis, cartes patents i ordres en consell, l'autoritat per aquestes és donada al poble neozelandès. En pràctica les funcions del monarca són conduïdes pel Governador General, qui és nomenat pel monarca per part del consell del Primer Ministre. Des de 2011 el Governador General és Jerry Mateparae. Els càrrecs del Governador General són principalment simbòlics i formals. Formalment el Governador General té la capacitat de nomenar i acomiadar Primers Ministres i dissoldre el parlament; i també formalment signa legislatura per a promulgar-la després de ser aprovada pel parlament. El Governador General s'encarrega del Consell Executiu, el qual és el comitè formal consistint dels ministres de La Corona. Els membres del Consell Executiu han de ser diputats, i la majoria també es troben al gabinet.

### Cap de govern
El gabinet és la junta executiva liderada pel Primer Ministre, qui també és convencionalment el líder parlamentari del partit governant o coalició, i és conegut com el cap de govern. El gabinet de Nova Zelanda és responsable al Parlament de Nova Zelanda, d'on provenen els seus membres. Tots els ministres del gabinet han de ser diputats.
Cada tres anys tenen lloc eleccions generals, amb l'últimes tenint lloc el 2020 i les pròximes previstes pel 2023. El governant Partit Laborista, encapçalat per la primera ministra Jacinda Ardern, va guanyar les eleccions amb una aclaparadora victòria contra el Partit Nacional, encapçalat per Judith Collins. Al guanyar 65 dels 120 escons, els laboristes van poder formar el Sisè Govern Laborista per a un segon mandat sense el suport de cap altre partit.
| Càrrec             | Nom            | Fotografia     | Des de                 | Temps en el càrrec |
| ------------------ | -------------- | -------------- | ---------------------- | ------------------ |
| Rei                | Carles III     | Carles III     | 9 de setembre de 2022  | 2 anys, 197 dies   |
| Governador General | Patsy Reddy    | Patsy Reddy    | 28 de setembre de 2016 | 8 anys, 178 dies   |
| Primera Ministra   | Jacinda Ardern | Jacinda Ardern | 26 d'octubre de 2017   | 7 anys, 150 dies   |

## Legislatura
Nova Zelanda té un parlament unicameral conegut com la Cambra de Representants. Fins al 1950 Nova Zelanda era bicameral amb cambra alta coneguda com el Consell Legislatiu. El sufragi s'estén a tothom de 18 anys o més, amb les dones conseguint el sufragi el 1893. El parlament té un termini de fins a tres anys, tot i que una elecció pot tenir lloc abans. La Cambra de Representants es reuneix a la Parliament House.
Hi ha posicions reservades per al poble maori. Els maoris tenen l'opció de votar en les posicions reservades maoris o en les posicions generals des de 1996 (prèviament no tenien l'opció).
Quasi totes les eleccions generals eleccions entre 1853 i 1993 utilitzaren el sistema electoral d'escrutini majoritari uninominal. En aquest sistema el candidat amb més vots en una circumscripció electoral és elegit com a diputat. En les eleccions de 1908 i 1911 hi va haver un sistema de segona volta electoral. Amb el sistema d'escrutini majoritari uninominal es creà un duopoli polític entre el Partit Nacional i el Partit Laborista.
A començaments de la dècada de 1950 hi va haver les primeres crítiques d'aquest sistema electoral i això intensificà després de les pèrdues per part del Partit Laborista en les eleccions de 1978 i 1981, ja que aquest partit va rebre més vots però menys escons que el Partit Nacional. Dos referèndums varen tenir lloc el 1992 i 1993 en els quals el sistema de representació proporcional mixta i des de les eleccions de 1996 s'ha utilitzat aquest sistema. En aquest sistema cada diputat del parlament és elegit per l'electorat d'una circumscripció electoral o elegit per la llista electoral d'un partit. Oficialment la Cambra de Representants té 120 escons, tot i que això pot canviar amb la possibilitat d'un escó sobresortit.

## Judicial
Nova Zelanda té quatre corts principals diferents:
- La Cort Suprema
- La Cort d'Apel·latge
- La Cort Alta
- Les Corts de Districtes.

La Cort Suprema fou establerta el 2004, sota l'Acta de la Cort Suprema de 2003, i reemplaçava el Comitè Judicial del Consell Privat a Londres com a l'última cort d'apel·latge neozelandesa. Els casos rebuts a la Cort d'Apel·latge són els casos apel·lats després de la Cort Alta. La Cort Alta rep casos sobre ofenses criminals i altres disputes civils, i són els apel·lats després de les Corts de Districtes.
El Cap de Justícia de Nova Zelanda presedeix la Cort Suprema i és nomenat per part del Primer Ministre. L'actual cap és Sian Ellias. Tots els altres jutges superiors són nomenats pel Governador General per part del Fiscal General, el Cap de Justícia i el Fiscal General Segon.
El dret neozelandès té tres orígens principals: la llei comuna anglesa, certes lleis del Parlament del Regne Unit promulgades abans de 1947 (notablement la Declaració de Drets de 1689) i lleis promulgades pel Parlament de Nova Zelanda.

## Govern local i divisions administratives
Nova Zelanda és un estat centralista i no una federació: les regions són creades per l'autoritat del govern central, i no a l'inrevés. El govern local a Nova Zelanda tan sols té l'autoritat que li és conferida pel parlament. Aquests poders tradicionalment han estat menys que en altres països. Per exemple, la policia i l'educació són a càrrec del govern central, mentre que la provisió d'habitatges barats és opcional per consells locals. Molts d'aquests en el passat tenien l'autoritat de controlar el gas i l'electricitat, però tot fou privatitzat o centralitzat en la dècada de 1990.
Cada tres anys tenen lloc eleccions locals per a elegir alcaldes, regidors, membres comunitaris i membres de salut de districte.

## Eleccions i partits
El primer partit polític neozelandès fou fundat el 1891, i el seu partit rival principal seria fundat el 1909. Des d'aleshores fins al 1996 Nova Zelanda tingué un sistema bipartidista. Avui en dia Nova Zelanda té un sistema multipartidista, amb vuit partits actualment representats al parlament. Des del 1996 cap dels dos partits principals han estat capaços de governar sols, el qual significa que calen governs de coalició.
Els dos partits principals, i més antics, són el Partit Laborista (centreesquerra i progressista) i el Partit Nacional (centredreta i conservador). Altres partits incloen ACT (mercat lliure), el Partit Verd (d'esquerra i ecologista), Nova Zelanda Primer (centrista i nacionalista), Unit Futur (centrista), el Partit Maori (ètnic) i el Partit Mana (socialista i ètnic).
Resultat de les eleccions a la Cambra de Representants de Nova Zelanda del 26 de novembre de 2011
| Partit                            | Partit                            | Vots      | % de vots | % de vots | Escons         | Escons    | Escons    | Escons    |
| Partit                            | Partit                            | Vots      | %         | Canvi     | Circumscripció | Llista    | Total     | Canvi     |
| --------------------------------- | --------------------------------- | --------- | --------- | --------- | -------------- | --------- | --------- | --------- |
|                                   | Nacional                          | 1.058.636 | 47,31     | +2,38     | 42             | 17        | 59        | +1        |
|                                   | Laborista                         | 614.937   | 27,48     | -6,50     | 22             | 12        | 34        | -9        |
|                                   | Verd                              | 247.372   | 11,06     | +4,33     | 0              | 14        | 14        | +5        |
|                                   | NZ Primer                         | 147.544   | 6,59      | +2,53     | 0              | 8         | 8         | +8        |
|                                   | Maori                             | 31.982    | 1,43      | -0,96     | 3              | 0         | 3         | -2        |
|                                   | Mana                              | 24.168    | 1,08      | +1,08     | 1              | 0         | 1         | +1        |
|                                   | ACT                               | 23.889    | 1,07      | -2,58     | 1              | 0         | 1         | -4        |
|                                   | Unit Futur                        | 13.443    | 0,60      | -0,27     | 1              | 0         | 1         | ±0        |
|                                   | altres partits                    | 75.493    | 3,37      | -3,17     | 0              | 0         | 0         | -1        |
| total                             | total                             | 2.237.464 | 100,00    |           | 70             | 51        | 121       | -1        |
|                                   |                                   |           |           |           |                |           |           |           |
| vots per partit rebutjats         | vots per partit rebutjats         | 19.872    |           |           |                |           |           |           |
| vots especials rebutjats          | vots especials rebutjats          | 21.263    |           |           |                |           |           |           |
| vots ordinaris rebutjats          | vots ordinaris rebutjats          | 390       |           |           |                |           |           |           |
| total de vots realitzats          | total de vots realitzats          | 2.278.989 |           |           |                |           |           |           |
| participació electoral            | participació electoral            | 74,21%    | 74,21%    | 74,21%    | 74,21%         | 74,21%    | 74,21%    | 74,21%    |
| ciutadans totals amb dret a votar | ciutadans totals amb dret a votar | 3.070.847 | 3.070.847 | 3.070.847 | 3.070.847      | 3.070.847 | 3.070.847 | 3.070.847 |